# Benthesicymus tanneri
Benthesicymus tanneri är en kräftdjursart som beskrevs av Faxon 1893. Benthesicymus tanneri ingår i släktet Benthesicymus och familjen Benthesicymidae. Inga underarter finns listade i Catalogue of Life.